# Димитър Ачков
Димитър (Димо, Димко) Илиев Ачков е български политик, общественик и дипломат от Македония.

## Биография
Димитър Ачков е роден през 1869 година в македонския град Прилеп, тогава в Османската империя. Става близък приятел с Мустафа Кемал Ататюрк, с когото учат заедно в Солун.
В 1903 година е избран за депутат в XIII обикновено народно събрание.
По идея на Георги Попхристов участва в помирителна конференция на македонската емиграция в България през 1912 година. На свикан общ конгрес на всички македонски благотворителни братства се избира изпълнителен комитет в състав: председател Александър Протогеров, подпредседател Полихрон Нейчев, секретар Георги Попхристов, касиер запасният капитан К. Дишов, счетоводител Антонов и съветник Димитър Ачков.
При избухването на Балканската война в 1912 година е доброволец в Македоно-одринското опълчение на Българската армия и служи в IV рота на VI охридска дружина.
Участва в Първата световна война като старши подофицер в Единадесета пехотна македонска дивизия. Награден е с орден „За храброст“, III степен.
След края на войната поддържа добри връзки с турското правителство. През 1922 година оглавява делегация от България, която посещава Анкара с намерение да възстанови дипломатическите отношения с Турция. Участва като делегат от Прилепското благотворително братство в обединителния конгрес на Македонската федеративна организация и Съюза на македонските емигрантски организации от януари 1923 година. През 1924 година е арестуван за кратко от българската полиция по искане на Кралството на сърби, хървати и словенци. Близък е на ръководителя на ВМРО Иван Михайлов и през 1927 година с негова помощ е направен опит да бъде избран за депутат на Македонската парламентарна група от Демократическия сговор в Кърджалийско. След намесата на Петър Шанданов обаче, кандидатурата му е провалена в полза на Лев Кацков.
През 1934 година се намира в Цариград, където посредничи на Иван Михайлов да получи политическо убежище, след като в България е извършен Деветнадесетомайският преврат. Там го издържа със собствени средства.
През 1941 година заема висок обществен пост и първи информира правосъдния министър Васил Митаков и група депутати за решението България да изпрати войски във Вардарска Македония и Беломорска Тракия. След освобождението се установява в Скопие, като в дома му в Ибни Пайко организира среща между Иван Михайлов и Спиро Китанчев през лятото на 1944 година.
Дъщеря му Анка през 1921 година сключва брак с Христо Статев.